# Izraelita irodalom Erdélyben
Izraelita irodalom Erdélyben (1867–1989) Romániában magyar nyelven is megjelenő, az izraelita vallásra vonatkozó teológiai, egyháztörténeti tanulmányok, lapok, folyóiratok és évkönyvek összessége, amelyek tágabb értelemben az egész erdélyi zsidóság történetét, életét érintik.

## Irányzatok
Az 1867-es emancipálást és kongresszust követően három irányzat különböztethető meg benne. Azok a hitközségek, amelyek az első kongresszusuk megszavazta statútumot elfogadták, kongresszusi vagy „neológ” megjelöléssel, a többiek 1871-től autonóm „ortodox” elnevezéssel tömörültek szervezetbe, az egyik irányzathoz sem csatlakozók pedig a „status quo ante” jelzőt használták.

### Ortodox irányzat
Az ortodox irányzat izraelita irodalma elsősorban vallási értekezésekből, responsumgyűjteményekből, magyarázó szótárakból állt, ezeket héberül írták, a nagyközönségnek szánt kiadványaik, újságjaik azonban magyarul vagy több nyelven jelentek meg. Wezel Albert (1863–1938) tordai főrabbi szellemi irányítása alatt állott a Moskovits Vilmos szerkesztésében Tordán megjelenő Hoemesz – Az Igazság c. ortodox hetilap (1933–40); a nagyváradi Fuchs Benjámin (1877–1936) főrabbi irányát követte a Wasserstrom Sándor és a novellistaként ismert Leitner-Lukács Zoltán szerkesztésében megjelent Népünk–Unser Volk c. ottani hetilap (1929–40). A kolozsvári hitközség magyar nyelvű havi értesítőt adott ki 1940-ben. A Chevra Kadisa betegsegélyző és temetkezési szentegylet alapítási évfordulójára két díszes emlékkönyv is megjelent (Kétszáz esztendő az emberszeretet szolgálatában. Nagyvárad, 1931; Száz év a kegyelet és jótékonyság szolgálatában. Kolozsvár, 1936).

### Neológ irányzat
A neológok általában a módosabb, nagyobb világi műveltségű rétegekből kerültek ki, kevésbé szigorúan tartották be a hagyományos vallási szabályokat, s szertartásaiknál, kiadványaikban a magyar vagy német nyelvet használták. Szövetségük 1924-től kinyomatta Kolozsvárt működő irodájuk jelentéseit. Ugyancsak Kolozsvárt indult meg Lővy Ferenc és Lax A. Salvator szerkesztésében a tanulmányokat is közlő Zsidó Naptár (1935–40), Temesvárt pedig Drechsler Miksa és Naschitz Imre szerkesztésében tudományos és szépirodalmi anyaggal a Zsidó Évkönyv; 1936–37-ben a naptárt és az évkönyvet összevonták. Számos erdélyi rabbi volt munkatársa az 1926 és 1928 között külön erdélyi kiadásban is megjelent budapesti Múlt és Jövő, valamint a Szatmáron 1930-tól 1940-ig Frischmann Dezső és Henrik szerkesztette Zsidó Jövő c. irodalmi és társadalmi havi folyóiratnak.
Az izraelita irodalom erdélyi neológ művelői első tanulmányaikat az 1895-ben alapított Izraelita Magyar Irodalmi Társulat (IMIT) budapesti évkönyveiben közölték, az Erdély–Bánáti Rabbiegyesület azonban 1934-ben és 1939-ben már Romániában jelentetett meg Közlemények címmel két gyűjteményes kötetet (a II. kötet emlékkönyv Lővy, Lenke és Singer főrabbik tiszteletére).

## Erdélyi izraelita egyházi írók
Az egyházi írók közül kiemelkedik Eisler Mátyás (1865–1930). Nyelvészeti dolgozattal Budapesten doktorált (1889), Kolozsvárt főrabbi, s az egyetemen a sémi nyelvek magántanára, az erdélyi haladó zsidóság egyik vezető egyénisége. Tanulmányokat írt Apáczai héber tanulmányairól (IMIT évkönyve, 1900), az erdélyi zsidók múltjáról (Erdélyi Múzeum, 1901); a Kemény Zsigmond Társaság (KZST) tagja. Híres könyvgyűjtő, Hebraica-gyűjteményének töredékét a Kolozsvári Egyetemi Könyvtár őrzi. Prédikációi németül jelentek meg (Im Wandel der Zeiten. Kolozsvár, 1928).
Ugyancsak jelentős írói személyiség Kecskeméti Lipót (1865–1936). A középkori zsidó költészetről írt dolgozatával doktorált Budapesten (1888), nagyváradi főrabbi, kitűnő szónok, a magyar nyelv művésze, költő és műfordító; beszédeit Ady Endre is hallgatta. A KZST tagja. Prédikációinak két nagyváradi gyűjteménye (1922, 1937) mellett két, a bibliakritika módszerével megírt – egyenként háromkötetes – műve is megjelent (Jeremiás. Budapest, 1932; Ézsaiás. Nagyvárad, 1935). A 70. születésnapján elhangzott beszédeket is kötetbe foglalták (Nagyvárad, 1935).
A KZST tagja Lővy Ferenc (1869–1944), a marosvásárhelyi „status quo ante” hitközség főrabbija is, szakíró, műfordító. Magyarra fordította Max Simon Nordau Doktor Kohn c. drámáját (Kolozsvár, 1920), tankönyve jelent meg Bibliai történet címen (3. kiadás: Marosvásárhely, 1922), tanulmányt írt a Talmudról a Zsidó Naptárban (1935–36), felidézte Kiss József emlékét a Zsidó Évkönyvben (1939–40).
Lenke Manó (1868–1940) lugosi főrabbi Bibliai olvasmányok c. tankönyvet adott ki (Lugos, 1924), Singer Jakab Temesvár–gyárvárosi főrabbi helytörténeti dolgozatok szerzője.
Berlini, párizsi, oxfordi tanulmányai után Drechsler Miksa (1883–1970) Temesvár–belvárosi főrabbi vallásfilozófiai értekezéseivel hozott újat Jehuda ha-Levi vallásos rendszerének bölcseletét vizsgálva (Közlemények II.). Egy Isak ben Chajim Hakohen rabbiról írt héber munkája Szinérváralján jelent meg (1932).
Nébel Ábrahám Izsák (1887–1947) fogarasi, 1925-től nagyszalontai főrabbi a zsidóknak a kereskedelemben játszott szerepéről (Közlemények II.), a zsidó nevelésügyről (négy folytatásban, Zsidó Naptár) és a talmudi munkásjogról írt beszédeinek gyűjteménye: Mózesi osztályrészünk vártáján (Nagyvárad, 1940).
Feldmann Sámuel, a berni egyetem történészdoktora, 1928-tól nagyszentmiklósi főrabbi A német klasszikusok és a Biblia c. tanulmánya (Közlemények II.) mellett Biblia és kultúra c. önálló kötettel is jelentkezett (1930).
A Bécsben és Prágában képzett Deutsch Ernő, 1927-től brassói főrabbi, a nagyszentmiklósi és karánsebesi zsidók történetét kutatta (Közlemények II.; Zsidó Évkönyv 1937–40).
A fiatalabb generáció képviselője, Weinberger Mózes, 1934-től kolozsvári főrabbi, tanulmányaival egyházi kiadványokban szerepelt, az Antal Márk Emlékkönyv (Kolozsvár, 1943) szerkesztője. 1944-ben Izraelbe vándorolt, jelenleg Moshe Carmilly néven a Yeshiva University professzora New Yorkban.